# Carema
Carema es una localidad y comune italiana de la provincia de Turín, región de Piamonte. Tiene una población estimada, a fines de 2018, de 771 habitantes.

## Evolución demográfica
| Gráfica de evolución demográfica de Carema entre 1861 y 2001 |
|                                                              |
| Fuente ISTAT - elaboración gráfica de Wikipedia              |